# Bogengangsdehiszenz
Bogengangsdehiszenz, die Hör- und Gleichgewichtsstörungen verursachen kann, ist ein seltenes Krankheitsbild, das zum ersten Mal 1998 von einer Gruppe um Lloyd Minor von der Johns-Hopkins-Universität im US-amerikanischen Baltimore beschrieben wurde.

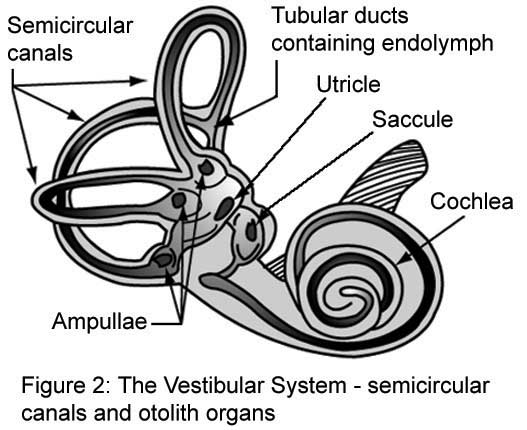
Gleichgewichts- und Hörorgan. Bogengänge links.

## Ursache
Die Ursachen für dieses Krankheitsbild liegen in einem Dünnerwerden oder völligen Verschwinden der knöchernen Abdeckung des oberen Bogengangs im Innenohr. Dies kann herrühren von einer physikalischen Einwirkung von außen, obwohl auch einige Indizien für eine genetische Veranlagung sprechen.

## Symptome
Die Bogengangsdehiszenz kann in unterschiedlichem Ausmaß sowohl das Gehör als auch das Gleichgewicht beeinträchtigen.
- Autophonie: die eigene Stimme oder andere Körpergeräusche (z. B. Herzschlag, Augenbewegungen, Kaugeräusche, Fußschritte) werden lauter als normal wahrgenommen
- Schwindel: oft verstärkt durch Lärm
- Tullio-Phänomen – Nystagmus, (Augenbewegungen) und Schwindel ausgelöst durch Geräusche in einer bestimmten Frequenz und/oder Lautstärke im betroffenen Ohr und/oder Druckveränderungen
- pulssynchrone Oszillopsien
- Hörverlust im niedrigen Frequenzbereich
- in einigen Fällen verursacht Bogengangsdehiszenz chronische Gleichgewichtsstörungen
- Druckgefühl im betroffenen Ohr
- pulssynchroner Tinnitus

Eine richtige Diagnose dieser Krankheit ist wichtig, um sie von anderen schwer zu diagnostizierenden Krankheiten klar unterscheiden zu können.

## Diagnostik
Man kann diesen Defekt mit Hilfe einer Computertomographie (CT) nachweisen, indem man den betroffenen Bereich des Schläfenbeins abbildet. Allerdings hat sich herausgestellt, dass dieses Verfahren viele falsch positive Ergebnisse zeigte. So ergaben 581 CT-Scans eine Häufigkeit von 4 %, während sie bei 1000 histologischen Untersuchungen nur 0,5 % betrug. Bedeutend sind CT-Scans jedoch, um zwischen Bogengangsdehiszenz und Morbus Menière zu unterscheiden.
Während bestimmte Fälle eine CT-Untersuchung zur Bestätigung auffälliger Befunde im MRT erfordern können, hängt die Wahl des Verfahrens von der spezifischen klinischen Situation und den zu untersuchenden Geweben oder Strukturen ab. Eine Studie von Browaeys und Mitarbeitern aus dem Jahr 2013 mit 112 Patienten demonstrierte die hohe diagnostische Genauigkeit der MRT. Die Ergebnisse zeigten für die MRT eine Sensitivität von 100 %, eine Spezifität von 96,5 %, einen positiven Vorhersagewert von 61,1 % und einen negativen Vorhersagewert von 100 % im Vergleich zur CT. Diese Daten unterstreichen die Effektivität der MRT in bestimmten diagnostischen Kontexten."

## Therapie
Wenn die Diagnose feststeht, gibt es zurzeit zwei operative Möglichkeiten: Man ersetzt die fehlende Knochenschicht oder man bringt einen Pfropf in den Bogengang, der mit einer knöchernen Schicht verklebt wird.